# Reputação digital
Reputação digital, gestão de reputação digital ou online reputation management é o monitoramento e análise das informações sobre uma determinada empresa ou pessoa na internet para orientar a percepção da sua imagem na rede. 

## Monitoramento
O primeiro passo para a gestão da reputação digital é o monitoramento. Ele é feito registrando e observando toda a publicação de conteúdo em sites, blogs, redes sociais, fóruns e outros veículos da internet, sobre uma marca ou pessoa. Isso pode ser feito utilizando ferramentas de pesquisa como o Buscadores, Twitter Search, Ice Rocket, Technorati, Google Alertas, etc.

## Análise
A análise dos dados obtidos no monitoramento é um ponto chave para descobrir como é a reputação digital do pesquisado. O conteúdo da pesquisa de monitoramento é classificados por tipos (blogs, sites de notícias, redes sociais, etc), por positivo ou negativo, além disso, é visto o alcance das mensagens, sua influência, número de links, etc.